# Вербализация (лингвистика)
Вербализа́ция (от лат. verbum «глагол»), или оглаго́ливание — переход слов других частей речи в разряд глаголов.
Вербализация может пониматься как в широком смысле, подразумевая любую форму трансформация неглагола в глагол, так и только в узком смысле (синтаксическая вербализация). В последнем случае синтаксическая трансформация, когда неглагол принимает на себя функцию глагольного сказуемого, противопоставляется морфологической трансформации, когда глагол образуется на основе других частей речи с соответствующими морфологическими изменениями.

## Примеры
Русский язык:
- морфологическая вербализация: крест — крестить.
- синтаксическая вербализация: «Татьяна — ах!» (вместо «Татьяна ахнула»).

Японский язык:
- «беспокойство, опасение» (яп. 心配 симпай) + «делать» (яп. する суру) = «волноваться, беспокоиться» (яп. 心配する симпай-суру).